# 短鰭粗棘蜥䲗
短鰭粗棘蜥䲗（学名：Centrodraco acanthopoma），又名老鼠、狗圻、青蛙，为蜥䲗科粗棘蜥䲗屬下的一个种。